# Ruciane
Ruciane (deutsch Rudczanny, 1938 bis 1945 Niedersee) ist ein Stadtteil von Ruciane-Nida in der Woiwodschaft Ermland-Masuren in Polen. Er war bis 1966 ein selbständiger Ort im ostpreußischen Kreis Sensburg bzw. im Powiat Piski (Johannisburg) in Polen.

## Geographische Lage
Ruciane liegt zwischen dem Beldahnsee (polnisch Jezioro Bełdany) und dem Niedersee (Jezioro Nidzkie) und bildet den nordöstlichen Teil der Stadt Ruciane-Nida im südlichen Osten der Woiwodschaft Ermland-Masuren, 29 Kilometer südöstlich der einstigen Kreisstadt Sensburg (Mrągowo) bzw. 16 Kilometer westlich der jetzigen Kreismetropole Pisz (Johannisburg).

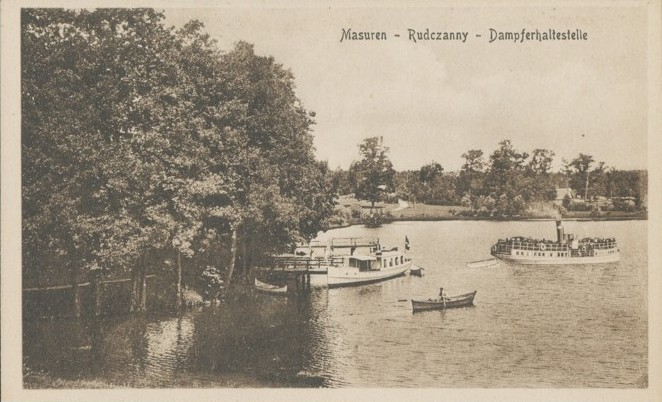
Dampfer-Anlegestelle 1915 in Rudczanny

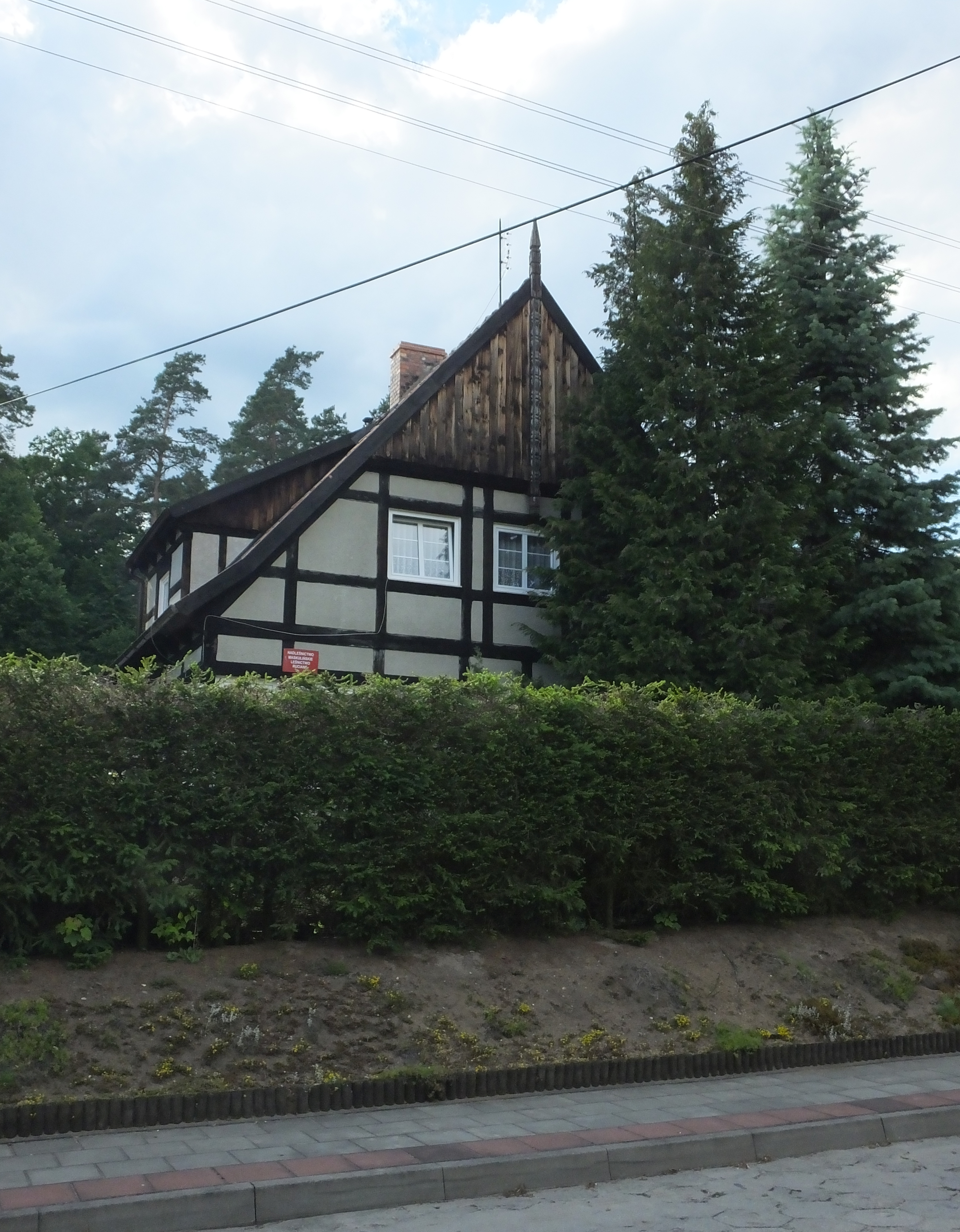
Forstamt in Rudczanny bzw. Ruciane

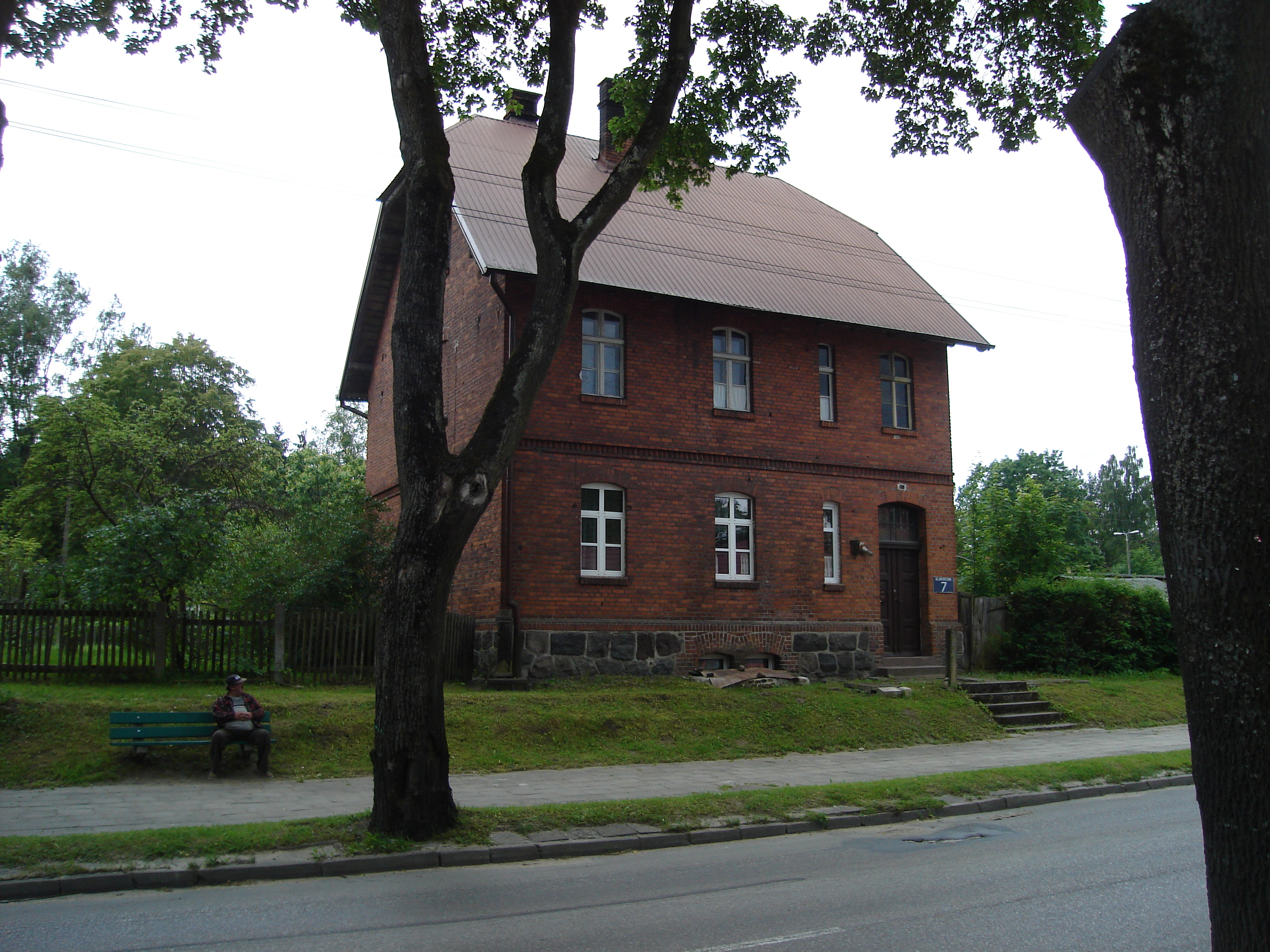
Altes Gebäude an der Bahnhofstraße in Ruciane

## Geschichte
Rudczanny entstand zu einem nicht bekannten Zeitpunkt als Forstsiedlung. Noch am Ende des 19. Jahrhunderts war es eine Waldkolonie innerhalb der Landgemeinde Guszianka (polnisch Guzianka, heute ein Stadtteil von Ruciane-Nida), die – 1938 umbenannt in „Guschienen“ – Sitz des gleichnamigen Amtsbezirks war. Sie gehörte zum Kreis Sensburg im Regierungsbezirk Gumbinnen (ab 1905: Regierungsbezirk Allenstein) der preußischen Provinz Ostpreußen. Im Jahre 1933 zählte Rudczanny 731 Einwohner, während es in dem seit 1938 „Niedersee“ genannten Ort bereits 771 Einwohner waren.
Wegen zweier Sägewerke, aber nicht zuletzt aufgrund des im Dorf ansässigen Forstamtes wuchs Rudczanny an Bedeutung. Sein Name wurde auch Titel eines Forstgutsbezirkes im Nachbarkreis Johannisburg, der im Jahre 1910 seinerseits immerhin 66 Einwohner zählte. 1931 wurde das berühmte Kurhaus gebaut.
Im Jahre 1945 kam Rudczanny resp. Niedersee in Kriegsfolge mit dem gesamten südlichen Ostpreußen an Polen und erhielt die polnische Namensform „Ruciane“. Sie wurde in die Gromada und Gmina Ukta (deutsch Alt Ukta) im Powiat Mrągowski eingegliedert. 1954 bildeten Ruciane und Nida (Nieden) zusammen eine Gromada mit Sitz in Ruciane. Am 1. Januar 1955 wurde Ruciane in den Powiat Piski umgegliedert und am 1. Januar 1958 mit Nida vereinigt. Die so entstandene Verwaltungseinheit umfasste eine Fläche von 20,47 km² bei 2921 Einwohnern. Seit dem 1. Januar 1966 ist Ruciane ein Stadtteil der neu gebildeten Stadt Ruciane-Nida im Powiat Piski, bis 1998 der Woiwodschaft Olsztyn, seither der Woiwodschaft Ermland-Masuren zugehörig.

## Kirche

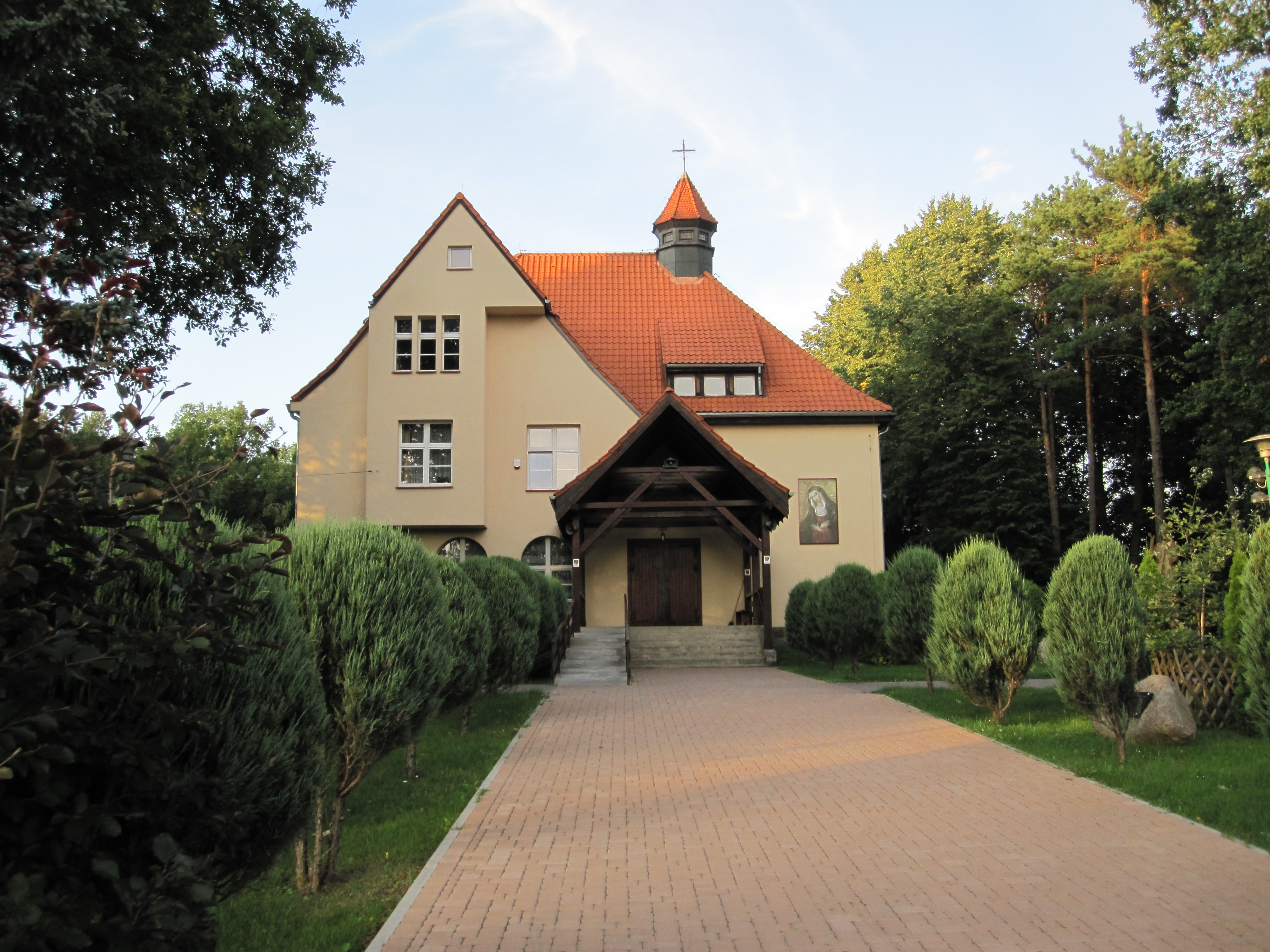
Das einst evangelische Gemeindehaus mit Kapellenraum ist heute katholische Pfarrkirche

### Evangelisch
Rudczanny war bis 1920 in die Pfarrei Alt Ukta (polnisch Ukta) einbezogen, wurde dann eine selbständige Filialgemeinde von Alt Ukta, das auch den Pfarrsitz behielt. In den Jahren 1912/13 wurde in Rudczanny ein Gemeindehaus errichtet, das mit einem großen Kapellenraum für die sonntäglichen Gottesdienste ausgestattet war. Die Pfarrei Alt Ukta/Rudczanny (Niedersee) gehörte zum Kirchenkreis Sensburg in der Kirchenprovinz Ostpreußen der Kirche der Altpreußischen Union.
- Siehe auch:
  - Kirchspielliste Rudczanny/Nidersee, und
  - Pfarrerliste Rudczanny/Niedersee

Flucht und Vertreibung der einheimischen Bevölkerung setzten dem Leben der Kirchengemeinde ein Ende. Heute hier lebende evangelische Bewohner halten sich zur Pfarrei in Pisz (Johannisburg) mit der Filialkirche Dorfkirche Wejsuny (Weissuhnen) innerhalb der Diözese Masuren der Evangelisch-Augsburgischen Kirche in Polen.

### Katholisch
Vor 1945 lebten nur wenige katholische Kirchenangehörige in Rudczanny (Niedersee). Sie waren nach Sensburg eingepfarrt. Nach 1945 siedelten sich in Ruciane viele polnische Neubürger an, die fast ausnahmslos katholischer Konfession waren. Sie übernahmen das bisher evangelische Gemeindehaus und weihten es als ihre Pfarrkirche, die sie der „barmherzigen Muttergottes vom Tor der Morgenröte“ („Kościół Matki Bożej Miłosierdzia Ostrobramskiej“) widmeten. Die Pfarrei gehört zum Dekanat Pisz im Bistum Ełk der Römisch-katholischen Kirche in Polen.

## Verkehr

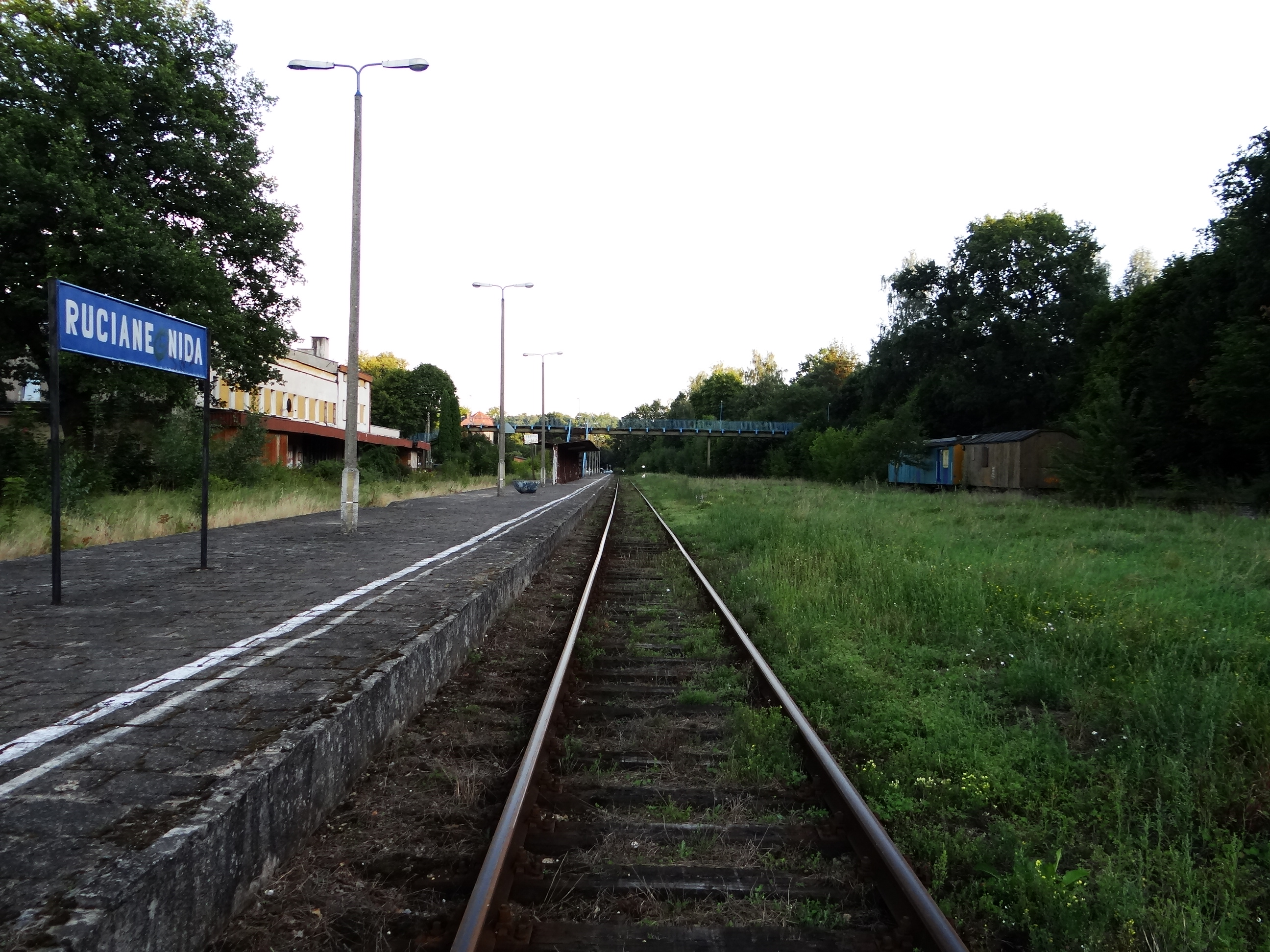
Der frühere Bahnhof Rudczanny/Niedersee bzw. die heutige Bahnstation Ruciane-Nida

Durch den Stadtteil Ruciane verläuft die verkehrstechnisch bedeutende Landesstraße 58, die die südliche Woiwodschaft Ermland-Masuren mit der Woiwodschaft Podlachien verbindet. In Ruciane endet außerdem die von Piecki (deutsch Peitschendorf) kommende und die beiden Regionen Powiat Mrągowski und Powiat Piski verbindende Woiwodschaftsstraße 610. Eine Nebenstraße führt nach Wierzba (Wiersba, 1938 bis 1945 Beldahnsee) am Beldahnsee.
Rudczanny wurde im Jahre 1883 Bahnstation an der Bahnstrecke Allenstein–Ortelsburg–Johannisburg–Lyck. Zwischen 1898 und 1945 war sie auch an die von Sensburg kommende Bahnstrecke, die in Rudczanny bzw. Niedersee endete, angeschlossen. Sie wurde in Kriegsfolge nicht mehr befahren.

## Persönlichkeiten
- Dietrich von Ploetz (1909–1944 (?)), deutscher Jurist und Kommunalpolitiker